# Sociologia da educação
A sociologia da educação é uma disciplina que estuda os processos sociais que ocorrem em relação ao ensino e à aprendizagem. Tanto os processos institucionais e organizacionais, nos quais a sociedade se baseia para prover educação a seus integrantes, como as relações sociais que marcam o desenvolvimento dos indivíduos nestes processos, são analisados por esta disciplina. A Sociologia da Educação oportuniza aos seus pesquisadores e estudiosos compreender que a educação se dá no contexto de uma sociedade que, por sua vez, é também resultante da educação. Também oportuniza compreender e caracterizar a inter-relação ser humano/sociedade/educação à luz de diferentes teorias sociológicas. O estudo de sociedade nos oferece diferentes ferramentas importantes nesta análise. O conhecimento de como diferentes culturas se reproduzem e educam seus indivíduos permite uma aproximação dos processos estruturais que compõem a educação de uma forma mais ampla. A sociologia da educação é a extensão da sociologia que estuda a realidade sócio-educacional.

## A educação na sociologia clássica
Como vertente da Sociologia que estuda a realidade sócio-educacional e os processos educacionais de socialização, ela tem como fundadores Émille Durkheim, Karl Marx e Max Weber.
- Émile Durkheim é o primeiro a ter uma Sociologia da Educação sistematizada em obras como Educação e Sociologia, A Evolução Pedagógica na França e Educação Moral. Segundo Durkheim, a sociologia da educação serviria para os futuros professores para uma nova moral laica e racionalista, sem influência religiosa. Ele lançou as bases da teoria da socialização, processo pelo qual, passando pela família, escola e outras agências sociais, o indivíduo torna-se um ser social. A socialização é um processo que ocorre por toda a vida do indivíduo mas é claro que na escola ela ocorre de forma sistemática e organizada. Nesse sentido a sociologia da educação é mais ampla do que o estudo da escola (sociologia do ensino) na medida em que esta faz parte de um dos momentos da aprendizagem social e cultural. A sociologia da educação distingue, pois, entre a socialização primária e secundária.

- Seguindo essa visão,Talcott Parsonsdefendeu que através do processo de socialização o indivíduo aprende a desempenhar determinados papéis sociais e que o processo de aprendizado correspondia a formação de uma determinada personalidade. Através da educação o indivíduo internaliza as normas sociais e forma uma determinada identidade social. Tanto Durkheim quanto Parsons tentam mostrar como a educação é um processo que molda os seres sociais e é necessária para a a reprodução da vida social: ela é uma necessidade funcional. A escola é considerada uma instituição social responsável pela educação formal e representa um desdobramento da família (educação informal). O sistema escolar nasce da complexificação da sociedade e é resultado da divisão do  trabalho, ou seja, é um desdobramento da diferenciação e da especialização social.

- Já na interpretação crítica o processo de aprendizagem e a escola situam-se entre as fontes da superestrutura (da camada mais superficial da sociedade, formada por exemplo pelos pensamentos e sentimentos que circulam na sociedade). Como tudo mais que está na superestrutura (mesmo servindo de fonte para alterações ou para a reprodução dela), o processo de aprendizagem e a escola dependem da infra-estrutura da sociedade (que é a camada mais básica), e estão apoiados nela. A infra-estrutura consiste no modo como se organiza a produção dos bens econômicos em uma sociedade, e o modo de acesso da população a esses bens faz parte dessa organização. Portanto do ponto de vista crítico as questões de política econômica, diretamente ligadas às condições de sustento material dos indivíduos e às desigualdades, divisões e conflitos que ocorrem na sociedade, afetam direta ou indiretamente todas as outras questões em uma sociedade, inclusive as questões educacionais. É na escola e nos processos de aprendizagem em geral que são produzidas as ideias ou ideologias correspondentes aos distintos modos de produção. Na realidade atual a escola serve às necessidades do capitalismo. Seguindo, portanto, as teses de Karl Marx e Friedrich Engels, os estudiosos marxistas analisam a escola como o lugar na qual são gestadas as visões que legitimam sistemas de exploração, alienação e dominação. É o caso de Louis Althusser com sua tese de que a escola é um aparelho ideológico do Estado. Outros teóricos ligados ao marxismo, como Antonio Gramsci, por sua vez, preferem entender a escola como o lugar em que pode ser produzida uma contra-ideologia ou uma nova hegemonia. Outras correntes do criticismo são contra esta concepção, pois veem a redução da escola a mero aparelho ideológico o que anula o discurso de possibilidade e esperança, salientando que as teorias reprodutivistas cumprem um papel fundamental, na medida em que libertam a pedagogia do espaço meramente escolar, relacionando escola/educação com os aspectos políticos, econômicos e sociais, visto que a escola não se explica por si. No interior da corrente crítica, portanto, existe um debate sobre o papel reprodutor ou transformador da escola.[2] A teoria crítica tem enorme influência no Brasil e é adotada por diversos nomes do pensamento pedagógico como é o caso de Paulo Freire, fundador dessa escola.

- Outra vertente da sociologia da educação retoma as ideias de Max Weber e sua teoria a racionalização social e do desencantamento do mundo. Com base em sua sociologia da dominação (burocrática, tradicional e carismática) esse pensador identificou três tipos ideais ou puros (modelos abstratos)segundo os quais ocorre o aprendizado. A pedagogia carismática visa despertar as qualidades do indivíduo, a pedagogia tradicional o cultivo das qualidades morais e intelectuais e a pedagogia burocrática a formação técnica (treinamento). Max Weber foi um grande defensor da liberdade de pensamento no ensino superior mas defendeu que o educador não deve utilizar a sala de aula como tribuna para divulgar suas convicções. No plano da ciência Weber defendia a neutralidade axiológica: o papel do professor é estimular a autonomia intelectual do educando e não impor suas próprias ideais. Weber fez análises detalhadas sobre a educação ministrada pelos mandarins na China imperial (exemplo de pedagogia tradicional) e estudou a correlação entre educação e grupos religiosos (protestantes e católicos) na Alemanha no primeiro capítulo de seu estudo intitulado A ética protestante e o espírito do capitalismo.  Na linha weberiana outro importante pensador dos processos educacionais é Karl Mannheim que definiu a educação como um tipo de técnica social: Assim, a educação apenas será corretamente compreendida se a consideramos como uma das técnicas que influenciam o comportamento humano e como um meio de controle social. A menor mudança nessas técnicas e controles mais gerais reflete-se na educação em sentido restrito - ou seja, a processada no interior da escola.

## A educação na sociologia contemporânea
- Nos anos 60 e 70 a sociologia da educação recebeu um enorme impulso com as pesquisas de Pierre Bourdieu que buscou analisar a relação entre escola e reprodução social: ele escreveu Os estudantes e o ensino em 1968  e A reprodução em 1970, este junto com Jean-Claude Passeron. Ele também analisou o sistema universitário em Homo academicus (1984). Esse autor demonstrou como o processo de socialização imprime nos alunos um habitus primário que tende a se reproduzir em suas práticas sociais. Na Escola as camadas de baixa renda acabam se defrontando com um habitus diferente, o que acaba desestimulando e dificultando o aprendizado. Em outros termos, na escola o educando encontra um capital cultural diferente daquele  herdado na família. Ao mostrar os mecanismos socioculturais da exclusão social a teoria de Pierre Bourdieu recebeu a denominação de crítico-reprodutivista. O tema das desigualdades escolares aparece também na obra de Roger Establet e Bernard Lahire.

- Algumas linhas de pensamento dedicaram-se também a entender os processos de socialização em uma perspectiva microssociológica, ou seja, a partir do cotidiano dos indivíduos e de suas ações sociais: no centro dessa abordagem estão as interações sociais e o estudo dos grupos sociais, seja o meio familiar, seja o meio escolar, grupos de amigos, etc.. Um dos principais representantes desse tipo de análise é George Herbert Mead. Em Mind, Self, and Society (1932) ele estuda os processos de formação da subjetividade (Self) a partir da capacidade dos indivíduos de se representarem no lugar do outro (Outro generalizado) em atividades como jogos e recreações infantis. Embora seu estudo seja adotado também pela psicologia social, a análise das relações entre mente e sociedade  também faz parte dos estudos sociológicos.

Nos Estados Unidos é especialmente importante a pesquisa de James S. Coleman e na Inglaterra um dos principais nomes é Basil Bernstein. Michael Apple e Henry Giroux são alguns autores que propõem uma análise crítica dos currículos escolares. Também as pesquisas de Michel Foucault e sua análise da microfísica do poder e da biopolítica tem uma enorme importância na pesquisa social em educação.A pesquisa sobre gênero e os temas do racismo e da desigualdade social são também fundamentais nessa área de estudos.

## Sociologia da educação no Brasil
No Brasil, um dos pioneiros na Sociologia da Educação foi Fernando Azevedo, signatário do Manifesto dos Pioneiros da Escola Nova em 1932, responsável pela Reforma do Ensino no então Distrito Federal (1927). Foi ainda um dos intelectuais responsáveis pela fundação da Universidade de São Paulo - USP em 1934. A disciplina também recebeu importantes contribuições de Florestan Fernandes. Atualmente existem grupos organizados de pesquisadores em sociologia da educação em entidades científicas como a ANPOCS e a SBS (Sociedade Brasileira de Sociologia). Nessas entidades são formados grupos de trabalho que estudam a realidade social da educação no Brasil. Atualmente alguns dos principais estudiosos são Carlos Benedito Martins (Universidade de Brasília) e Clarissa Baeta Neves (Universidade Federal do Rio Grande do Sul).